# Varan uriaș
Varanul uriaș (Varanus komodoensis), numit și varanul de Komodo, dragonul de Komodo sau balaurul de Komodo, este o specie de reptile de dimensiuni mari ce se găsește în insulele indoneziene Komodo, Rinca, Flores, Gili Motang și Padar. Membru al familiei de reptile Varanidae, este cea mai mare specie de șopârle, ce poate ajunge la o dimensiune de 3 metri lungime și în cazuri rare să ajungă la o greutate de aproximativ 70 de kilograme.
Dimensiunea lor neobișnuit de mare este atribuită faptului că pe insula unde habitează ei sunt carnivorii principali și neavând competitori au posibilități vaste de procurare a hranei. Totodată, studiile recente au relevat faptul că dimensiunile mari ale varanilor pot fi o trasătură transmisă de specia de origine, o populație de șopârle varanide ce a habitat în zona Australiei și a Indoneziei. Fosile similare cu Varanus komodoensis, ce datează dintr-o perioadă de aproximativ 3.8 milioane de ani în urmă, au fost găsite în Australia.
Ca urmare a mărimii acestora, varanii de Komodo domină ecosistemul în care trăiesc prin vânarea prăzii ce include diverse nevertebrate, păsări și mamifere. Se presupune că varanii posedă o mușcătură veninoasă deoarece prezintă două glande plasate pe mandibulă ce secretă diverse toxine proteice. Semnificația biologică a acestor toxine proteice este încă disputată, dar s-a dovedit faptul că aceste glande secretă un anticoagulant.
Varanii de Komodo sunt recunoscuți în lumea reptilelor pentru comportamentul de grup când vânează. Dieta lor principală constă în diferite tipuri de ierbivore dar și cadavre. Au fost raportate cazuri de atacuri asupra oamenilor mai ales în Indonezia.
Împerecherea se desfășoară între lunile mai și august, iar ouăle sunt depuse în septembrie, în număr de aproximaiv 20, fie în cuiburi abandonate de megapode ori în gropi săpate de femele. Incubația ouălor durează 7-8 luni, acestea eclozînd în luna aprilie, când insectele sunt în abundență. În prima perioadă a vieții varanii sunt vulnerabili și prin urmare trăiesc preponderent în copaci, evitând astfel potențialii prădători sau varanii adulți canibali. Ajung la maturitate în 8-9 ani și se estimează că trăiesc până la 30 de ani.
Varanii de Komodo au fost studiați prima oară de către cercetători în anul 1910. Dimensiunile lor mari și reputația lor de prădători i-au făcut populari în grădinile zoologice. În mediul natural, aria lor de răspândire s-a diminuat datorită activității oamenilor, ei fiind puși sub protecția legilor indoneziene. În insula Komodo există un parc natural pentru protejarea lor.

## Evoluție istorică
Dezvoltarea evoluționară a dragonilor de Komodo a început cu genul Varanus, care își are originile în Asia cu aproximativ 40 de milioane de ani în urmă, după care a migrat în Australia. Habitarea varanidelor s-a dezvoltat îndeosebi în zona ce delimitează acum arhipelagul indonezian.

## Descriere
În mediul natural, un varan Komodo adult cântărește în jur de 70 de kg, deși în captivitate se poate depăși această greutate. În conformitate cu Guiness Book, un varan adult mascul poate ajunge la o greutate între 79 și 91 de kg și o lungime de 2,50 metri, iar o femelă poate cântări între 68 și 73 de kg și poate avea o lungime de 2,29 metri. Cel mai mare specimen înregistrat a avut 3,13 metri lungime și căntărea 166 kg. Coada acetor șopărle gigant este la fel de lungă ca și trupul, iar cavitatea bucală este prevăzută cu aproximativ 60 de colți frecvent înlocuiți, care au o lungime de 2,5 cm.
Saliva conține sânge, datorită faptului că dinții sunt acoperiți de gingie, care se lezionează în momentul hrănirii. Acest fapt creează un mediu prielnic dezvoltării bacteriene în cavitatea bucală. Limba este lungă, galbenă cu o bifurcație pronunțată. Pielea este întărită cu solzi ce conțin mici formațiuni numite osteoderme ce funcționează ca o armură naturală.
Ca și în cazul altor varanide, dragonii de Komodo au un singur oscior în ureche, care transferă vibrațiile de la timpan către cohlee; în consecință, au un auz slab dezvoltat. Pot vedea la o depărtare de 300 metri, dar cum retina conține numai celule cu conuri, vederea nocturnă este defectuoasă.
Prin intermediul limbii, varanii pot detecta, gusta sau mirosi stimuli, ca și în cazul altor reptile, datorită organului vomeronazal mai degrabă decât prin folosirea nărilor. Cu ajutorul unor mișcări favorabile de curenți de aer și a mișcării capului în timp ce se deplasează, un varan poate detecta un cadavru aflat la 9 km distanță. În solzi, au plăci senzoriale ce îi ajută la simțul tactil.

## Ecologie
Varanii de Komodo preferă locurile căldurose și uscate și în mod obișnuit habitează câmpurile uscate și deschise, savane și păduri tropicale de joase altitudine. Fiind reptile, sunt ectoterme, deci își reglează temperatura corporală cu ajutorul mediului exterior, fapt ce îi face să fie animale diurne deși au și activități nocturne.
Sunt animale solitare, organizându-se în grupuri doar când vânează și se hrănesc. Sunt capabili să alerge în sprinturi cu 20 km/h, iar în prima perioadă a vieții se pot urca eficient în copaci datorită ghearelor. Ulterior, mărindu-se în dimensiuni nu mai pot urca în copaci, ghearele rămânand la rolul de apărare și vânare.
Ca refugii, varanii sapă găuri adânci de până la 2-3 metri în pământ, unde își pot conserva temperatura corporală pe timpul nopții. Varanii vânează în a doua parte a zilei, rămânând însă la umbră pe timpul căldurilor mari. Aceste locuri unde se odihnesc sunt de obicei localizate în locuri unde se simte briza mării, marcate de lipsa vegetației și de excrementele lăsate.

### Hrănirea
Varanii sunt carnivori și necrofagi, prada vie o ambuschează mișcându-se silențios. Când prada intră în apropiere de zona lor de acțiune, varanii atacă brusc folosindu-se de gheare, coada puternică și muscătura letală.
Hrănirea se face prin ruperea unor bucăți mari de carne pe care le înghit de-a întregul datorită articulațiilor mobile ale mandibulei, a craniului flexibil și a stomacului expandabil. Saliva roșie de sânge ajută la lubrifierea hranei spre interior deși acet proces poate dura până la 20 de minute, au fost raportate cazuri în care varanii lovesc cadavrul sau partea cadavrului ce doresc sa o inghită de copaci pentru a grăbi procesul deglutiției. Pentru a evita sufocarea pe timpul inghițirii, varanii respiră printr-un orificiu plasat sub limbă. După ce consumă o hrană echivalentă cu 80% din greutate lor corporală, varanii se târăsc către o locație călduroasă pentru a grăbi procesul de digestie, care daca este prea îndelungat hrana poate putrezi în stomac rezultând în intoxicări. Datorită metabolismului foarte lent, un varan adult nu poate consuma mai mult de 12 ”mese” pe an. După digestia unui animal întreg, varanul regurgitează coarnele , dinții , copitele sau blana.
În cadrul unei ierarhii, animalele cele mai mari mănâncă primele urmate de cele mai mici în dimensiuni. Masculul cel mai mare este dominant față de alții mai mici. Dragonii de aceleași dimensiuni se pot combate, pierzătorul se retrage, deși în cele mai multe cazuri este omorât și mâncat.
Au o gamă largă în ceea ce privește hrana, de la diverse nevertebrate, alte reptile incluzând membrii aceleași specii(canibalism), păsări și ouăle acestora, mamifere mici, maimuțe, porci mistreți, capre, antilope, cai și chiar bivoli. Au fost raportate cazuri în care varanii au săpat morminte și au măncat cadavre umane. Acest fapt i-a determinat pe locuitorii insulei Komodo să își îngrope morții în locuri nisipoase, argiloase acoperite cu pietre. Apa o cosumă prin aspirare și înclinarea capului înapoi pentru ca apa să ajungă în stomac.

### Saliva
Auffenberg descrie saliva dragonilor de Komodo ca având agenți patogeni septici, în deosebi bacteria E.coli, stafilococi, Providencia spp., Proteus morgani și P.mirabilis, aceste bacterii nu se regăsesc în saliva varanilor ținuți în captivitate datorită utilizării antibioticelor și a hranei igienice. Au fost făcute recoltări bacteriene din saliva varanilor proaspăt capturați, cercetătorii au analizat saliva și au observat prezența a 57 de tulpini bacteriene incluzând Pasteurella multocida. Aceste tulpini bacteriene au o virulență anormal de crescută, de aceea mușcăturile produse de varani cauzează septicemii și infecții grave. Este un mister neelucidat însă de ce aceste baterii nu îi afectează în nici un mod pe varani.
Împerecherea se produce între lunile mai și august, ouăle fiind depuse în septembrie, în toată această perioadă, masculii luptă pentru femele și teritoriu.
Masculul care pierde lupta este ținut o perioadă la pământ în semn de dominare, masculul care învinge disputa are atunci au posibilitatea de a încerca receptivitatea reproductivă a unei femele prin intermediul limbii bifurcate. De cele mai multe ori, femelele sunt atagoniste și resping masculul atacându-l cu gherele și colții. Așadar, masculul trebuie sa contenționeze femela pe parcusul coitusului pentru a nu se răni. Alte activități de împerechere pot include frecatul botului masculului de spatele femelei, zgârieturi puternice și chiar lins. Copulația se produce atunci când masculul introduce hemipenisul în cloaca femelei. Dragonii de Komodo au fost observați să exercite comportament sexual monogam și să formeze perechi care rămân o perioadă lunga, un comportament foarte rar în lumea șopârlelor.
Femelele depun ouăle în gropi sâpate sau de preferință în cuiburi abadnonate de păsări, ouăle depuse sunt în număr de aproximativ 20, cu o perioadă de incubație de 7-8 luni. Ecloziunea este un proces destul de dificil pentru pui, aceștia rup partea superioară a coajei oului cu un dinte specializat care ulterior cade. Dupa ce sparg coaja, puii pot rămâne cateva ore în interiorul oului până să iasă din cuib, aceștia sunt lipsiți de apărare și sunt foarte vulnerabili pentru prădători.
În prima parte a vieții, varanii își petrec timpul în copaci, unde sunt oarecum în siguranță față de prădători și adulți canibali de varani, a căror dietă este reprezentată în procent de 10% din pui de varani.

#### Partenogeneză
Partenogeneza este o formă asexuată de reproducție în care creșterea și dezvoltarea embrionului se produce fără feritizare și implică dezvoltarea embrionului dintr-un ovul nefertilzat.
Un dragon Komodo de la grădina zoologică din Londra pe nume Sungai a depus ouă după ce a fost separată de mascul pentru o perioadă de mai bine de doi ani. Initial, oamenii de știință au crezut că femela poate să conserve spermă de la copulația anterioară, un tip de adaptare numit superfecundație. Un alt caz s-a produs în anul 2006 la o grădină zoologică în Anglia, Flora, o femelă de varan a depus 11 ouă, din care 7 au eclozat, toți puii fiind masculi; faptul interesant este că Flora nu avusese niciodată contact cu un mascul, și prin urmare în urma testelor a fost relevat faptul că nici ouăle depuse de Sungai nu au fost fertilizate de un mascul. Astfel a fost descoperită abilitatea de partenogeneză pe care o posedă varanii de Komodo.
Explicația constă în faptul că au sistemul cromozomial de determinare a sexelor de tip ZW, spre deosebire de al mamiferelor de tip XY. Diferența constă în faptul că în sistemul cromozomial ZW specific păsărilor, peștilor, unele crustacee, reptile, sexul este determinat de către ovul, pe când în sistemul XY, specific mamiferelor, sexul este determinat de spermatozoizi. În cazul partenogenezei, prin diviziune celulară haploidă, un singur caracter cromozomial de transmite, ouăle care primesc gena Z devin de tip ZZ(mascul), cele care primesc un W și devin de tip WW, nu se pot dezvolta, așadar prin partenogeneză numai masculii se pot dezvolta.
Se estimează că această adaptare reproductivă permite unei singure femele să intre într-o nișă ecologică izolată(cum ar fi o insulă) și prin partenogeneză să producă masculi, și astfel să se dezvolte o populație reproductivă completă.

## Istoric
Dragonii de Komodo au fost atestați documentar pentru prima oară de europeni în anul 1910, când niște zvonuri că un crocodil de pământ ar fi ajuns la un locotenent din administrația colonială olandeză din Indonezia. O notorietate mai avansată a fost determinată de faptul că după 1912 Peter Ouwens, directorul muzeului zoologic din Bogor, Java, a publicat un articol după ce a primit de la locotenentul olandez o fotografie și o bucată din pielea varanului, iar din partea unui colecționar, doua specimene.
Primele două exemplare vii de varani de Komodo ce au ajuns în Europa au fost expuse la grădina zoologică din Londra în 1927. Joan Beauchamp Procter a comunicat primele observații referitoare la comportamentul varanilor în captivitate la o întâlnire științifică a Societății Zoologice din Londra în 1928. Varanul de Komodo a fost un motiv exponențial pentru o expediție efectuată în insulele Komodo de către W. Douglas Burden în 1926. Această expediție, care a revenit cu 12 exemplare prezervate în formol și două exemplare vii, a fost sursa de inspirație pentru filmul ”King Kong” din 1933, Burden fiind și cel care stabilit numele de „dragon”. Varanii sunt animale emblematice zonei în care se găsesc, imaginea acestora fiind tipărită pe moneda oficială a Indoneziei și a făcut parte din emblema provinciei Nusa de Est din Tenggara.

### Studii
Olandezii, observând că numărul de exemplare din natură se limitează, au interzis vânătoarea sportivă a acestora și au limitat intens capturarea de varani pentru studii. Studiile asupra varanilor au fost oprite datorită celui de-al doilea Război Mondial, și au fost reluate în anii 1950 și 1960 când au fost au fost examinate comportamentele de hrană și de reproducție ale varanilor, precum și date despre temperatura lor corporală. În aceeași perioadă, a fost desfășurată o expediție pe termen lung asupra varanilor de Komodo, de către familia Auffenberg, care a locuit în insula Komodo timp de 11 luni, timp în care au fost prinși ,studiați și identificați peste 50 de varani, studiile întreprinse au ajutat decisiv la ajutorarea creșterii varanilor în captivitate.

## Conservare
Dragonii de Komodo reprezintă o specie vulnerabilă și este pe lista roșie a IUCN, în sălbăticie se estimează că mai sunt în jur de 4000-5000 de exemplare, restrânși în insulele Gili Motang, Gili Dasami, Riinca, Komodo și Flores. Însă sunt speculații care spun că ar mai exista doar 350 de femele cu capacitate reproductivă, pentru a susține populațiile de varani, în anul 1980 s-a insituit Parcul Național Komodo, urmat de alte parcuri naționale de conservare a varanilor în Riinca, Padar și Flores.
Dragonii de Komodo evită contactul cu oamenii. Puii sunt foarte sperioși și fug imediat în vizuină dacă se apropie un om la mai puțin de 100 de metri, dar și adulții se retrag dacă aud sau văd oameni că se apropie. Dacă sunt încolțiți, reacționează agresiv prin deschiderea largă a gurii, emiterea unui sunet strident și prin mișcări ale cozii, dacă le este invadat și mai mult spațiul atunci pot ataca prin mușcături și zgârieturi. Așadar, varanii nu prezintă un pericol real pentru oameni dacă nu sunt provocați.
Activități vulcanice, cutremure, pierderea habitatului, incendii, și pierderea de pradă datorită vânatului excesiv al oamenilor, turismul și braconarea varanilor, au contrubuit la statutul de specie aflată pe cale de dispariție.
În captivitate, dragonii de Komodo sunt atracții turistice la grădinile zoologice, datorită mărimii și a reputației. Însă sunt găsiți destul de rar în grădini zoologice datorită faptului că sunt foarte susceptibili la infecții și boli parazitare dacă sunt capturați din mediul sălbatic. În mai 2009, grădinile zoologice care aveau varani erau în număr de 13 în Europa, 2 în Africa, 35 în America de Nord, una în Singapore și două în Australia. La începutul introducerii lor în captivitate, durata de viață a varanilor era foarte mică, în jur de 5 ani, abia după mulți ani și studii efectuate s-a reușit îmbunătățirea condițiilor de creștere și împerechere a varanilor în captivitate.
O variatate de comportamente s-a putut observa la exemplarele de varani din captivitate, cele mai multe specimene s-au putut ”îmblânzi” într-o perioadă scurtă de timp și erau capabili să recunoască și să diferențieze persoanele. Au fost observați jucându-se cu obiecte gen lopeți, cutii de conserve, inele de plastic și papuci, comportament evident neinfluențat de specificul lor de prădători motivați de procurarea hranei.
Dar deși ar părea docili, varanii pot deveni în mod imprevizibil agresivi, mai ales când teritoriul lor le este încălcat de cineva necunoscut.

## Galerie

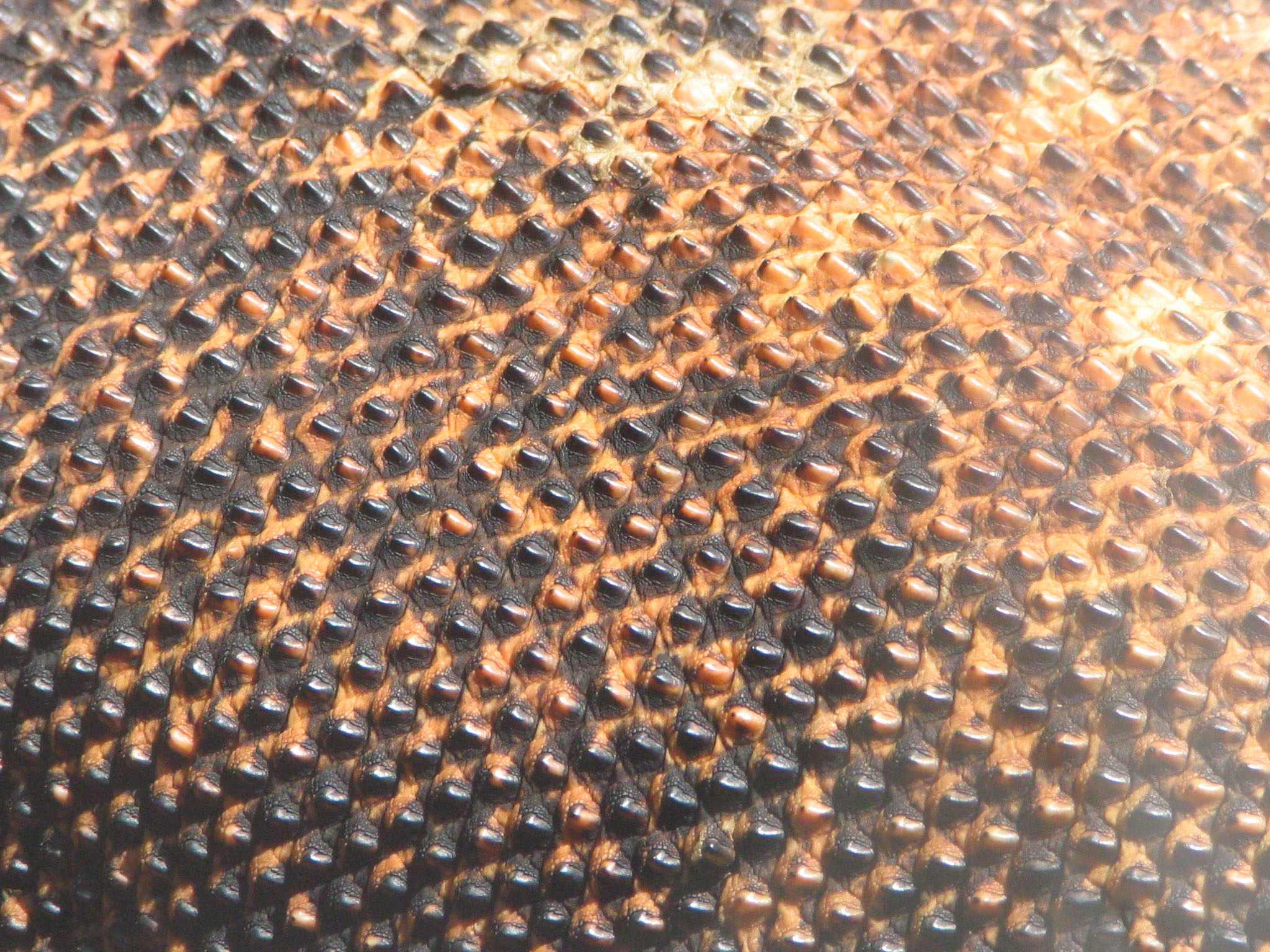
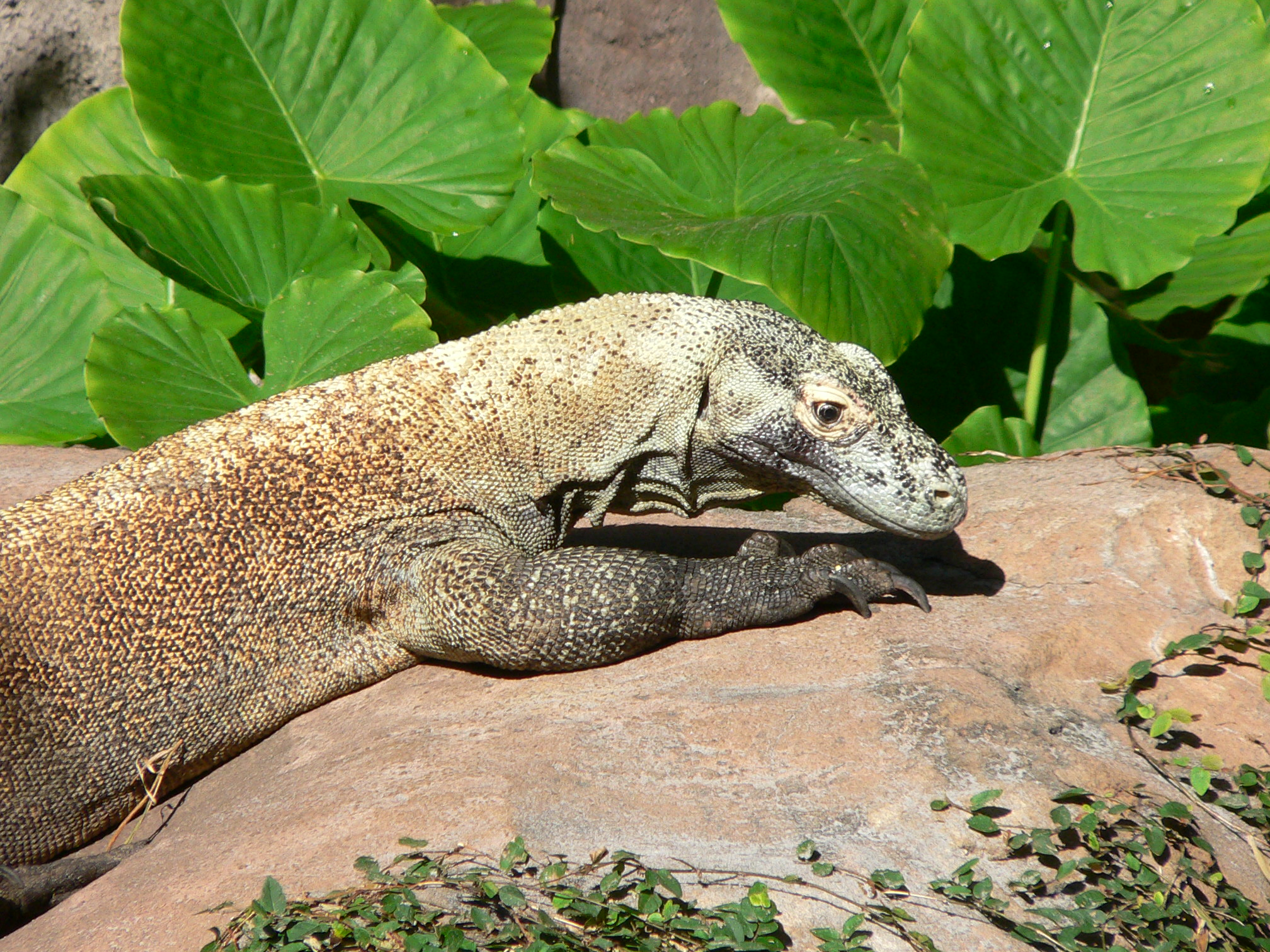
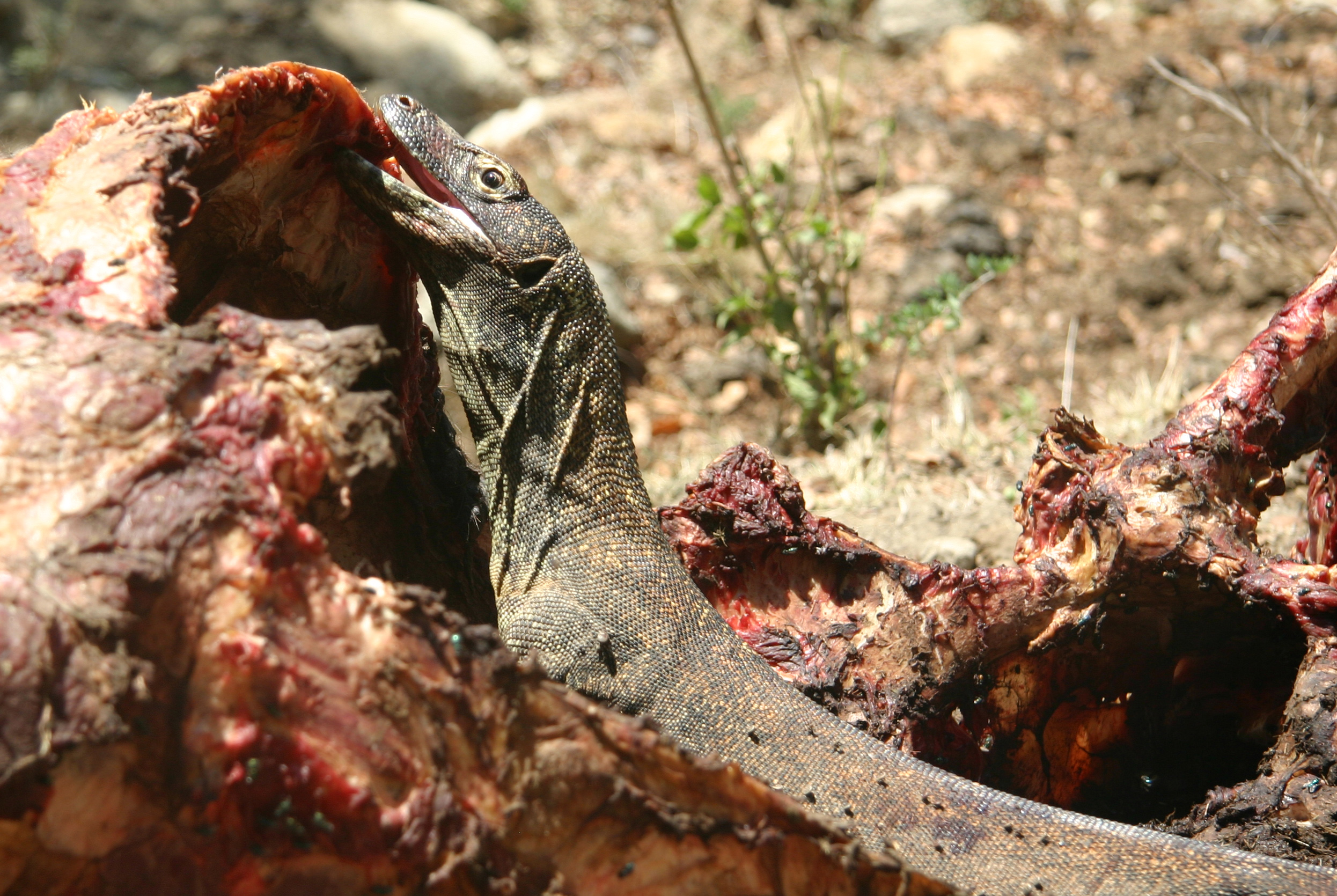
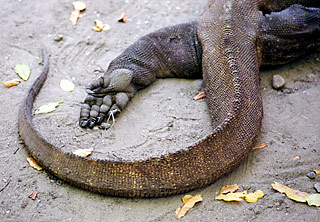
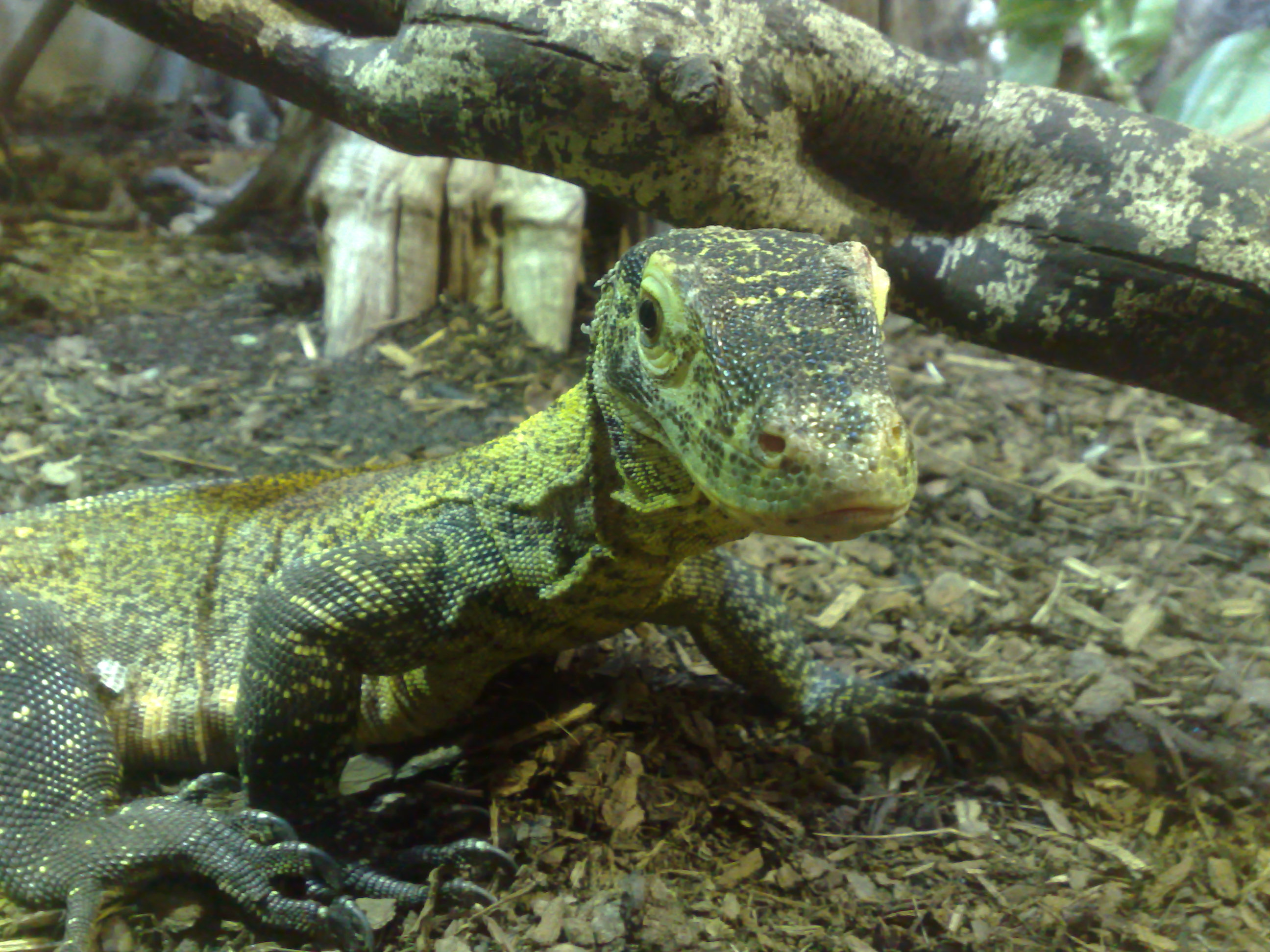
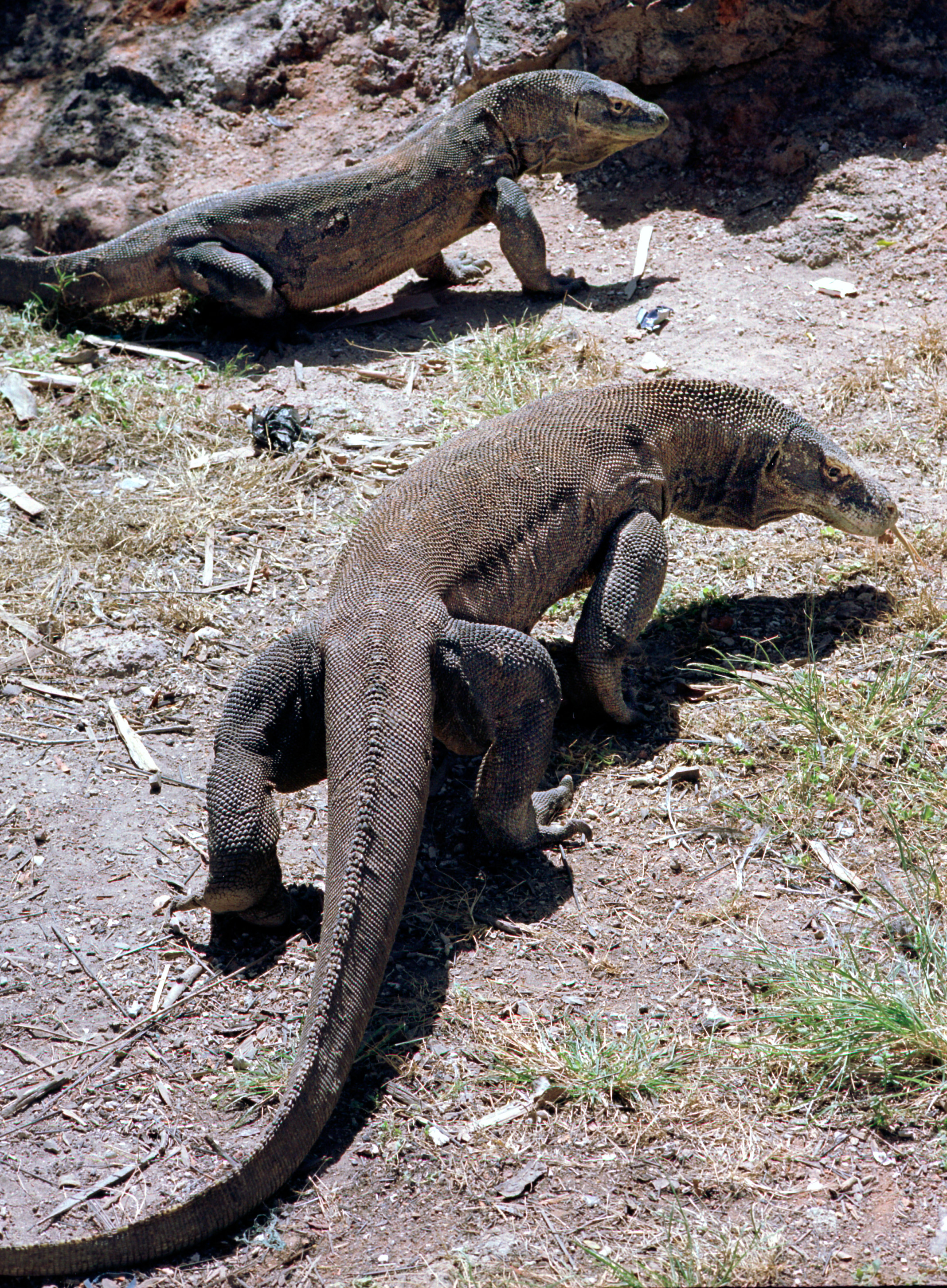